# 天主教阿蘇爾教區
天主教阿蘇爾教區（拉丁語：Dioecesis Azulensis）是阿根廷一個羅馬天主教教區，屬拉普拉塔總教區。
教區成立於1934年4月20日，位於布宜諾斯艾利斯省中部。2006年有教友412,714人（佔轄區總人口89.0%）、四十一個堂區、七十名司鐸。現任教區主教為休·曼奴埃爾·薩普伯里·戈耶內切。